# Цецишовский, Каспер Казимир
Каспер Казимир Цецишовский (пол. Kasper Kazimierz Cieciszowski, полное имя Каспер Казимир Колонна-Цецишовский; 5 января 1745 года, Мазовецкое воеводство, Речь Посполитая — 28 апреля 1831 года, Луцк, Российская империя) — Российский и польский католический епископ, второй архиепископ Могилёвский.

## Биография

### Образование и начало карьеры
Обучался в семинарии Конгрегации пропаганды веры в Риме.
11 марта 1764 года посвящён в сан священника папой Климентом XIII.

### Деятельность в Речи Посполитой

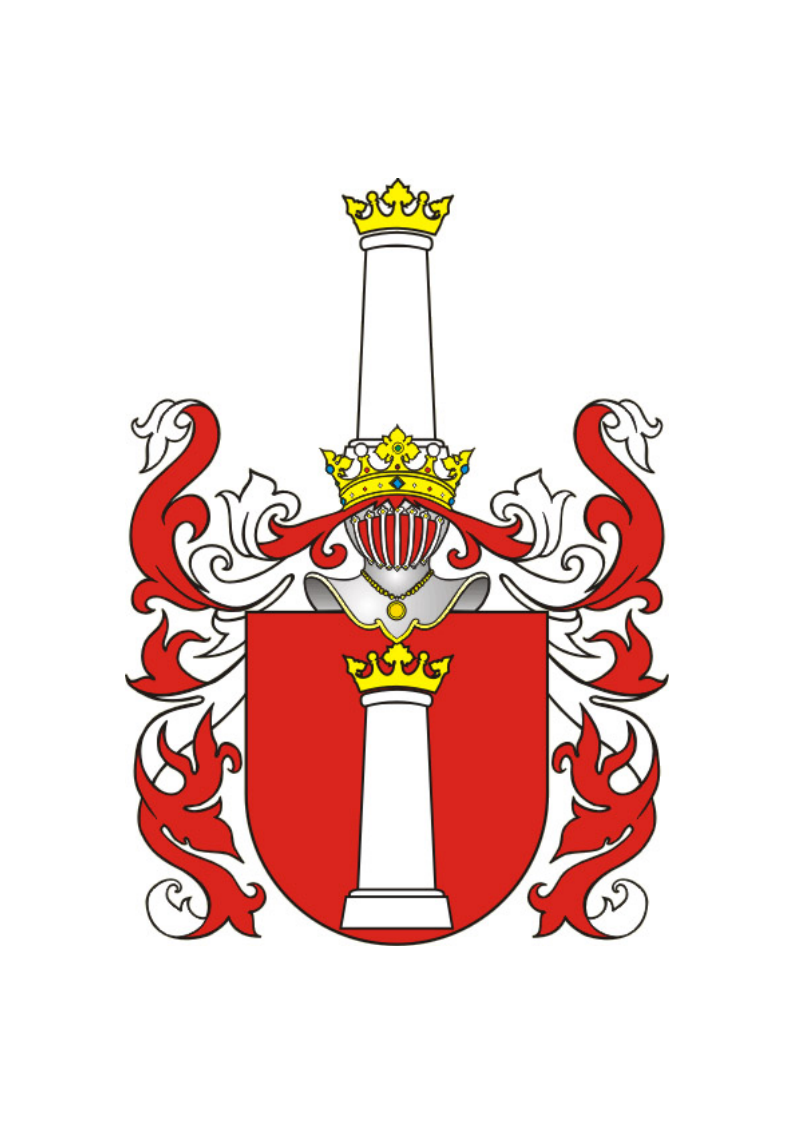
Герб Колонна

С 12 декабря 1768 года — каноник в Варшаве. 29 мая 1775 года назначен епископом-коадъютором Киевской епархии и титулярным епископом Тевесте. 8 октября 1775 года посвящён в епископский сан.
С 1780 года — генеральный официал Варшавский, настоятель Меховского аббатства стражей Гроба Христова и Зубчинского аббатства в Краковской епархии. В апреле 1780 года отказался от руководства Зубчинским аббатством и от должности каноника в Варшаве.
С 7 августа 1784 года — епископ Киевский.
8 октября 1784 года он был утвержден королём в должности и 5 декабря, сложив с себя звание Варшавского официала, принес сенаторскую присягу. В 1786 году и в 1790 году он принял участие в Сеймах Речи Посполитой. В 1791 году занимал должность президента Житомирской гражданско-военной комиссии.
В 1785 году открыл Житомирскую семинарию.

### Деятельность в Российской империи

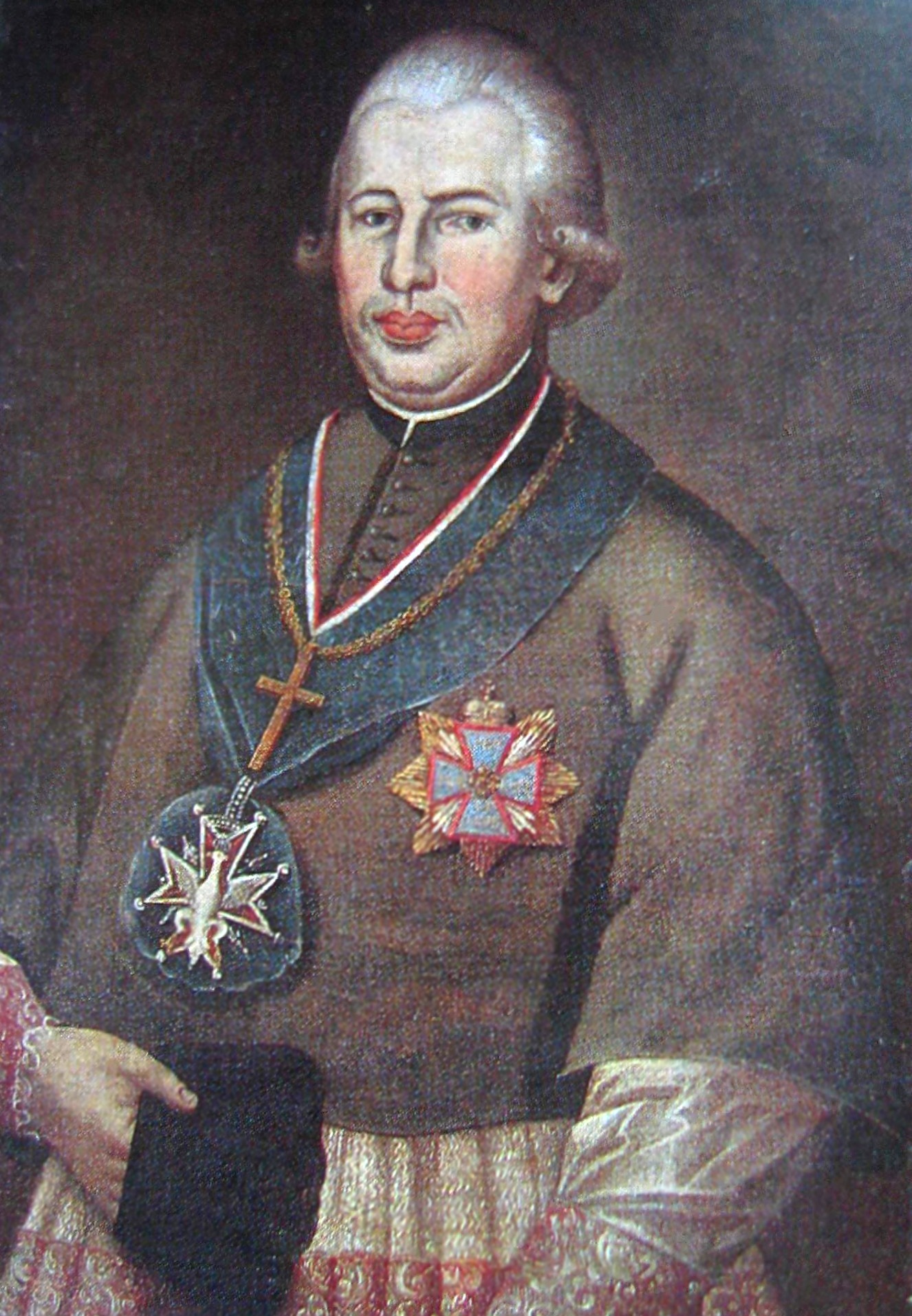
Портрет епископа со знаками ордена Белого орла

В 1793 году, после второго раздела Речи Посполитой, киевское епископство целиком вошло в состав Российской империи и епископ продолжил управлять епархией и принял присягу на верность императору всероссийскому. По указу императора занимал должность епископа Пинского, однако, это назначение не было признано Святым Престолом
С 17 ноября 1798 года — епископ Луцко-Житомирский.
После смерти архиепископа-митрополита Могилёвского Станислава Богуша-Сестренцевича, как старший из епископов, был назначен указом сената от 28 февраля (12 марта) 1827 года на его место и принял звание архиепископа Могилёвского, митрополита Римско-католической церкви в России и председателя Римско-католической духовной коллегии Российской империи. С 23 июня 1828 года — Архиепископ-митрополит Могилёвский.
Однако преклонный возраст и слепота не позволили ему исполнять обязанности архиепископа. С согласия папы римского он не стал переезжать в Санкт-Петербург, оставшись в Луцке. Фактическое управление митрополией было возложено на викарного епископа митрополии Иосифа Грабовского, а после его смерти на апостольского администратора Яна Шчитта.
Умер 28 апреля 1831 года в Луцке.

## Награды

### Награды Российской империи
- Орден Святого апостола Андрея Первозванного и, в вместе с ним, знаки ордена Святой Анны I степени (1828 год)
- Орден Святого Александра Невского (1797 год)

### Награды Речи Посполитой
- Орден Белого орла (1786 год)
- Орден Святого Станислава (1782 год)